# 长须巨口鱼
长须巨口魚（学名：Stomias longibarbatus）为輻鰭魚綱巨口鱼目巨口鱼科的其中一種。分布於全球三大洋海域，為深海魚類，棲息深度400-1463公尺，本魚身銀虹色，身體細長，尾柄扁長形且短。發光器具有一個青銅色邊緣，觸鬚灰白，球莖與絲狀突起淡黃色，背鰭軟條13-14枚，臀鰭軟條15-17枚，體長可達43公分。

## 扩展阅读
維基物種上的相關：长须巨口魚